# Reforma agrară din 1945

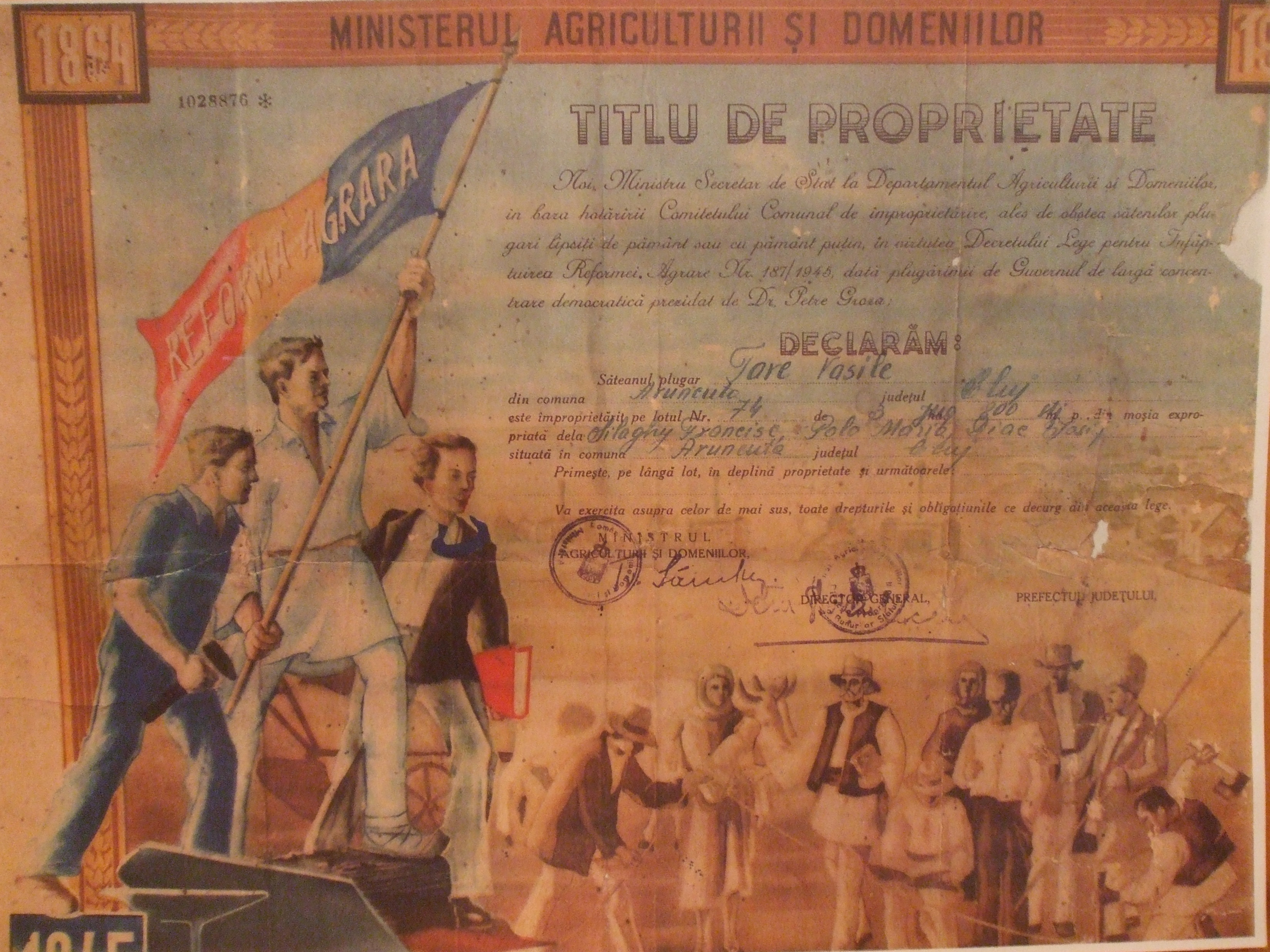
Titlu de proprietate acordat cu ocazia reformei agrare din 1945

Reforma agrară din 1945 a fost un proces inițiat de guvernul comunist de după 1945, cu scopul de a reforma radical agricultura și de a împroprietări țăranii săraci din România. 
Prin Legea nr.187 din 23 martie 1945 Arhivat în 3 aprilie 2008, la Wayback Machine. pentru înfăptuirea reformei agrare, exproprierea se făcea fără despăgubirea celor expropriați, însă terenul obținut astfel de stat, adică gratis, era practic vândut nevoiașilor. Conform Art. 16. – Noii împroprietăriți plătesc în bani sau în natură 10% din prețul de cumpărare, restul prețului de cumpărare va fi plătit în rate, după cum urmează: Pentru cei cu pămînt puțin, în 10 ani. Pentru cei fără pămînt, în 20 ani. "Prețul pămîntului pentru împroprietărire va fi egal cu al unei recolte mijlocii anuale la hectar, socotit astfel: În grâu: 1.000 kg. În porumb: 1.200 kg. În caz de plată în bani, prețul va fi acel al grâului pe piața liberă la 1 Martie 1945."
Scopul declarat al reformei era, cf. Art. 2: "a) Mărirea suprafețelor arabile ale gospodăriilor țărănești existente, care au mai puțin de 5 ha; b) Crearea de noi gospodării țărănești individuale pentru muncitorii agricoli fără pămînt; c) Înființarea prin apropierea orașelor și a localităților industriale, a unor grădini de zarzavaturi pentru aprovizionarea muncitorilor, funcționarilor și meseriașilor; d) Rezervarea unor terenuri pentru școli agricole și ferme experimentale model în vederea ridicării nivelului culturilor agricole, a producției de semințe selecționate, a creșterii vitelor și creării și dezvoltării industriei agricole, terenuri care vor fi sub administrarea Statului."